# Filmski leksikon
Filmski leksikon — энциклопедический словарь на хорватском языке, содержащий в себе информацию о хорватском и мировом кинематографе, а также о связанных с ними личностях.
Книга, опубликованная в 2003 году, включает в себя почти две с половиной тысячи статей и около шестиста иллюстраций и представляет собой закономерное продолжение составленной Анте Петерличем «Киноэнциклопедии» (хорв. Filmska enciklopedija), выпущенной Югославским лексикографическим институтом во второй половине 1980-х годов. При составлении статей в новом энциклопедическом словаре команда экспертов мира кино под редактурой киноведов Бруно Крагича и Никицы Гилича, отошла от концепции сухого энциклопедического изложения в пользу более свободного формата, этим обусловлено нахождение в словаре таких разных по стилю статей, как отличающихся своей претенциозностью текстов профессора Загребского университета Томислава Брлека и лаконичных и информативных заметок его коллеги по вузу Тонци Валентича.